# Gottfrid Virgin

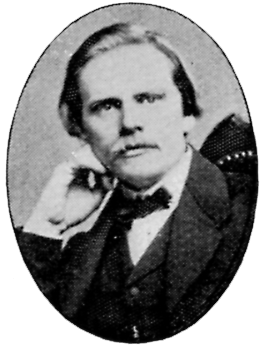
Gottfrid Virgin, Foto

Arvid Julius Gottfrid Virgin (* 9. Juni 1831 in Visby auf Gotland, Schweden; † 30. April 1876 in Stockholm) war ein schwedischer Porträt-, Genre- und Landschaftsmaler der Düsseldorfer Schule.

## Leben
Virgin war ein Sohn des Artillerie-Hauptmanns Johan Fredrik Wirgin (1788–1863) und dessen Ehefrau Sofia Lovisa Crusell (1800–1876). Er besuchte nach der Schule ab dem Jahr 1852 die Kunstakademie Stockholm, wo er ab 1858 an Akademie-Ausstellungen teilnahm. In den Jahren 1862 und 1863 ging er ins Ausland, nach Düsseldorf und Paris. 1862 wurde Virgin Mitglied (agré) der Kunstakademie Stockholm. Eva Bonnier war seine Schülerin.
Werke (Auswahl)

Robert Constantin und Maria Eleonora Berggren

- Stube in Sorunda, 1860, Schwedisches Nationalmuseum
- Mädchen aus Dalarna, 1861, Schwedisches Nationalmuseum
- Robert Constantin Berggren und Maria Eleonora Berggren, Schwedisches Nationalmuseum
- Karl XV. von Schweden, Schwedisches Nationalmuseum

## Familie
Virgin gehörte einer Adelsfamilie an, die ursprünglich aus Pommern stammte. Sein Vater hatte eine militärische Laufbahn absolviert und am 9. April 1820 die Tochter des Kapitäns C. J. Krusell (auch Crusell geschrieben) und dessen Frau Sophia Jacobina (geborene Hofving) geheiratet. Virgin hatte mehrere Geschwister:
- fünf Brüder: Carl Frederic Samuel (* 1821), Robert Wilhelm Urban (1823–1855), Otto Birger Theodor (* 1824), Claës Gustav Leopold (* 1825), Axel Barthold Adrian (* 1828) und Johann Bernhard Alfred (* 1830)
- sowie zwei Schwestern: Sophia Margaretha Charlotta (* 1822) und Amalia Aurora Clementina († 1827)

Am 1. November 1866 heiratete er Anna Severina Carolina Olivia (geborene Gelertsen, 1846–1884). Das Paar hatte eine Tochter Arla (* 1871), die 1893 Curt Wallis (1845–1922) heiratete, einen Professor für Pathologische Anatomie am Karolinska-Institut in Stockholm.